# Johan Lundgren (instrumentmakare)
Johan Lundgren, född 4 juli 1803 i Nottebäcks socken, Kronobergs län, död 21 februari 1850 i Grythyttans socken, Örebro län, var en klavermakare i Stockholm (1834) och i Grythyttan 1834-1850. 

## Biografi
Lundgren föddes 4 juli 1803 i Nottebäck. Han var son till gästgivaren Johan Lundgren och Helena Andersson. Lundgren bodde före 1834 i Stockholm. 1834 flyttade familjen till Loka i Grythyttans socken. De flyttade 1837 till Nilsonska gården i samma socken.Familjen flyttad 1844 till Spångtorpet. Lundgren avled 21 februari 1850 i Grythyttan.
Lundgren gifte sig 10 oktober 1833 i Sankt Nikolai församling, Stockholm med Brita Catharina Roman (född 1810). De fick tillsammans barnen Johan Gustaf (född 1835), Brita Carolina (1836-1844), Mathilda Helena (1837-1838), Gustava Ulrica (född 1838), Helena Matilda (född 1841), Carl Alexander (född 1843), Brita Carolina (född 1845), Fredrik Lundgren (1847–1915) och Anna Lovisa (född 1850).

## Medarbetare och gesäller
- 1835 - Anders Olof Norell (född 1808). Han var gesäll hos Lundgren.
- 1835-1837 - Magnus Ulric Norberg (född 1811). Han var gesäll hos Lundgren.
- 1835-1841 - Lorentz Ljungberg (född 1814). Han var lärling hos Lundgren.
- 1838-1839 - Johan Blomberg (född 1805). Han var gesäll hos Lundgren.
- 1838-1839 - Johan Oscar Holmberg (född 1815). Han var gesäll hos Lundgren.
- 1836-1842 - Carl Andersson (född 1814). Han var gesäll hos Lundgren.
- 1839-1842 - Lars Johan Larsson (född 1823). Han var lärling hos Lundgren.
- 1835-1839 - Israel Holmberg (född 1820). Han var gesäll hos Lundgren.
- 1837-1838 - Carl Albin Christian Lundberg (född 1821). Han var gesäll hos Lundgren.
- 1837, 1839-1843 - Pehr Gustafsson (född 1816). Han var lärling hos Lundgren.
- 1839-1840 - Anders Lundin (född 1808). Han var gesäll hos Lundgren.
- 1840-1844 - Johan Alexander Roman (född 1826). Han var gesäll hos Lundgren.